# Haimbachia strigulalis
Haimbachia strigulalis é uma espécie de mariposa pertencente à família Crambidae. Foi descrita pela primeira vez por Hampson, em 1896. Pode-se encontrar na Índia, Sri Lanka e China.